# I’m Your Saviour
I’m Your Saviour ist das vierte Studioalbum der Leipziger Progressive-Metal-Band Toxic Smile. Es wurde am 1. Januar 2011 veröffentlicht.

## Entstehung
2006 war nach den beiden Alben „M.A.D.“ beim Label BMG Korea (2001) und „Retrotox Forte“ (2004) die DVD „In Classic Extension“, die Toxic Smile gemeinsam mit Orchestermusikern eingespielt hatten, veröffentlicht worden. Nach Abschluss dieses aufwändigen Projektes standen die Musiker unter Motivationsdruck. 
2009 kam es zum Ausstieg von Schlagzeuger Antonius Grützner, der Sachsen aus beruflichen Gründen verlassen musste. Die letzten Aufnahmen mit ihm wurden 2009 auf dem EP „Overdue Visit“ veröffentlicht.
Um die Spannungen abzubauen, begannen die Mitglieder von Toxic Smile, sich auch in anderen Projekten, unter anderem der Stern-Combo Meißen und Seven Steps to the Green Door zu engagieren. „I’m Your Saviour“ ist das erste Studioalbum nach dieser Phase der Neufindung. Erstmals ist Robert Eisfeldt als Schlagzeuger zu hören.

## Stil und Rezeption
Der Anspruch der Band, mit „I’m Your Saviour“ ein „erwachsenes“ Album aufzunehmen, wurde, verglichen mit ihren früheren Studioalben, erfüllt. Von Rezensenten wird es übereinstimmend als gereift und ausgeglichen bezeichnet.
Als Einflüsse für das Album nennt die Band unter anderem Progressive-Metal-Bands wie Dream Theater und Symphony X, aber auch Yes, was sich mit der Meinung der Kritiker weitgehend deckt. Der rote Faden des Albums besteht in den Texten, die menschliche Schicksale und Depression zum Inhalt haben.
Im Stück The Abyss gibt es eine kurze Sequenz, in der Udo Rupkalwis auf Deutsch Nachrichten über eine Selbstmordserie vorliest.

## Titelliste
1. Liquid Wall – 9:10
2. The Change – 5:37
3. The Abyss – 7:45
4. Hidden Brand – 6:31
5. Walked By Fear – 6:21
6. Endless Cycle – 6:42
7. Pride and Joy – 6:33
8. Poles Apart – 5:16
9. I'm Your Saviour – 8:00